# Le Feu follet (1963)
Le Feu follet is een Franse dramafilm uit 1963 onder regie van Louis Malle. De film is gebaseerd op de gelijknamige roman uit 1931 van de Franse auteur Pierre Drieu La Rochelle.

## Verhaal
De alcoholist Alain Leroy wil zelfmoord plegen. Eerst zoekt hij nog enkele oude vrienden op. Er is echter niemand die hem nog kan helpen.

## Rolverdeling
| Acteur        | Personage            |
| ------------- | -------------------- |
| Maurice Ronet | Alain Leroy          |
| Jeanne Moreau | Eva                  |
| Léna Skerla   | Lydia                |
| Yvonne Clech  | Mademoiselle Farnoux |